# Santa Bárbara d'Oeste
Santa Bárbara d'Oeste es un municipio brasileño del estado de São Paulo. Su población el 2008 era 187.908 habitantes y su área total es 271,5 km². La elevación promedia es 570 metros.
La economía de la ciudad está basada en la industria textil, del azúcar y alcohol, y en la metalurgia. En ella fue instalada la primera industria de automóviles en Brasil, la industria Romi, fabricante de la Romi Isetta.
Santa Bárbara d'Oeste tiene varios museos y atracciones turísticas, incluyendo el Museo de la Inmigración, con fotografías y objetos donados por descendientes. Es también la ciudad natal de César Cielo Filho, nadador brasileño que ganó el Oro en los 50 metros libres en los Juegos Olímpicos de Pekín 2008.

## Historia
La ciudad fue fundada por Margarida da Graça Martins, viuda del sargento Francisco de Paula Martins, que compró tierras en la región entre los actuales municipios de Campinas y Piracicaba. Ella installó una plantación de caña de azúcar y donó tierras para la construcción de una capilla en homenaje a Santa Bárbara. La capilla fue inaugurada el 4 de diciembre de 1818, considerado el día de la fundación de la ciudad. Así, Santa Bárbara d'Oeste fue la primera ciudad brasileña fundada por una mujer. La pequeña freguesia de Santa Bárbara fue primero incorporada a Campinas y después, el 1846 a Piracicaba. Una ley del 15 de junio de 1869 emancipó la ciudad separándola de Piracicaba.

### Inmigrantes de los Estados Unidos
A partir del 1867 llegan inmigrantes estadounidenses, sureños confederados que sobrevivieran a la guerra de Secesión. Ellos trajeron sus costumbres, nuevas técnicas agrícolas y también su religión. En 10 de septiembre de 1871 fue fundada en la ciudad la primera iglesia bautista de Brasil.
De todas las regiones que acogieron americanos, Santa Bárbara d'Oeste, fue una de las que más se desarrollaron. Los primeros norteamericanos a llegar en el municipio fueron el coronel William Hutchinson Norris, excombatiente de la guerra civil americana y exsenador del estado del Alabama, y su hijo, que pasaron a enseñar técnicas de cultivo de algodón a los plantadores locales. Una vez establecidos, recibieron el restante de sus familias y otros compatriotas.
Muchos inmigrantes que vinieron para Santa Bárbara d'Oeste o sus descendientes consiguieron destaque nacional, como fue el caso de Pérola Byington (1879-1963), una filántropa y activista social nacida en la ciudad.
Después llegaron otros inmigrantes de origen europeo, principalmente italianos. Gradualmente el pueblo fue creciendo, fueron abiertos talleres y fábricas de implementos agrícolas y desarrollando otras actividades artesanales.

## Geografía
El área del municipio es de 271.492 km², lo que representa el 0,1094% del territorio paulista, el 0,0294% del área de la región Sudeste de Brasil y el 0,0032% de todo el territorio brasileño. Este total aproximadamente 82 km² está en el perímetro urbano.
No hay municipio predominante con un relevo ligeramente ondulado con una altitud media de 540 m. O solo é podzolítico vermelho. La región de Santa Bárbara d'Oeste se localiza na chamada Depressão Periférica Paulista, formação entre os planaltos ocidental e atlântico (Serra do Mar e Serra da Mantiqueira). O município situa-se sobre o aquífero Tubarão, o qual apresenta reserva de águas subterráneas de buena calidad, embora sua extração seja dificultada pela grande profundidade do reservatório.

## Industrialización
La industria del azúcar tomó gran impulso a finales del siglo XIX, con el aumento en la demanda de ese producto. En esa época fueron instaladas grandes fábricas de azúcar en el municipio, de entre las cuales se destacan la Fábrica de Cillo y la Fábrica Santa Bárbara (actualmente desactivadas). Así pues, a partir de la década de 1920 surgieron diversas industrias de implementos agrícolas e industrias textiles. Con el pasar de los años, surgieron nuevas industrias y, en la década de 1950, fue producido en el municipio el primer automóvil brasileño: el Romi Isetta, lanzado el 5 de septiembre de 1956.

## Religión
El Cristianismo está presente en la ciudad de la siguiente manera:

### Iglesia Católica
La iglesia católica del municipio forma parte de la diócesis de Piracicaba.

### Iglesia Protestante
En la ciudad están presentes las más diversas creencias evangélicas, principalmente pentecostales, incluidas las Asambleas de Dios de Brasil (la iglesia evangélica más grande del país), Congregación Cristiana, entre otras. Estas denominaciones están creciendo cada vez más en todo Brasil.